# Bieröhmchen
Das Bieröhmchen war ein Berliner Volumenmaß und nur für die Flüssigkeit Bier in Anwendung. Wein wurde nach Eimern mit 64 Quart gerechnet und dieser betrug 76,07254 Liter, also etwa 0,5 Liter Unterschied.
- 1 Bieröhmchen = 1416 Pariser Kubikzoll = 24 Quart = 28,08831 Liter
  - 1 Quart = 1,170374 Liter